# Букара
Букара (кирг. Букара) — село в Панфиловском районе Чуйской области Кыргызстана. Входит в состав Ортоевского айылного аймака.

## География
Село расположено в западной части области, на левом берегу реки Чон-Кайынды, на расстоянии приблизительно 12 километров (по прямой) к юго-востоку от города Каинды, административного центра района. Абсолютная высота — 1016 метров над уровнем моря.

## Население
Согласно оценочным данным Национального статистического комитета Кыргызской Республики, численность населения села на начало 2023 года составляла 1297 человек.
| год     | 2009 | 2014 | 2015 | 2020 | 2021 | 2023 |
| ------- | ---- | ---- | ---- | ---- | ---- | ---- |
| человек | 1082 | 1236 | 1268 | 1280 | 1295 | 1297 |